# Kransgras (soort)
Kransgras	(Polypogon viridis, synoniem: Agrostis verticillata) is een overblijvende plant, die behoort tot de grassenfamilie. De soort komt van nature voor in het Middellandse Zeegebied, Noord-Afrika, Zuidwest Azië en Noordwest India en is van daaruit verder verspreid naar Zuid-Afrika, Amerika en Australië. Kransgras is in Nederland ingeburgerd. Het aantal chromosomen is 2n = 28.
De plant wordt 10-40 cm hoog en vormt slanke stolonen, die op de knopen wortelen. Kransgras heeft geknikte opgaande stengels, die 20-100 cm lang zijn. Het lijnvormige, 3–12 cm lange en 2–8 mm brede blad is aan beide kanten ruw. Het tongetje is 2-5 mm lang.
Kransgras bloeit vanaf juni tot in september. De bloeiwijze is een smal driehoekige, gelobde, 5-15 cm lange pluim met schuin afstaande zijtakken, die helemaal bezet zijn met dicht opeengepakte aartjes. Het aartje is langwerpig en 1,5-2,5 mm lang. De elliptisch-langwerpige, kort behaarde kelkkafjes hebben geen kafnaald, evenals het onderste breed elliptische, 1 mm lange, iets getande kroonkafje; dit in tegenstelling tot baardgras, dat wel kafnaalden heeft. Het bovenste kroonkafje is bijna net zo lang als het onderste. De bloem heeft drie meeldraden met 0,4–0,7 mm lange, witte helmknoppen.
De vrucht is een 1 mm lange graanvrucht.

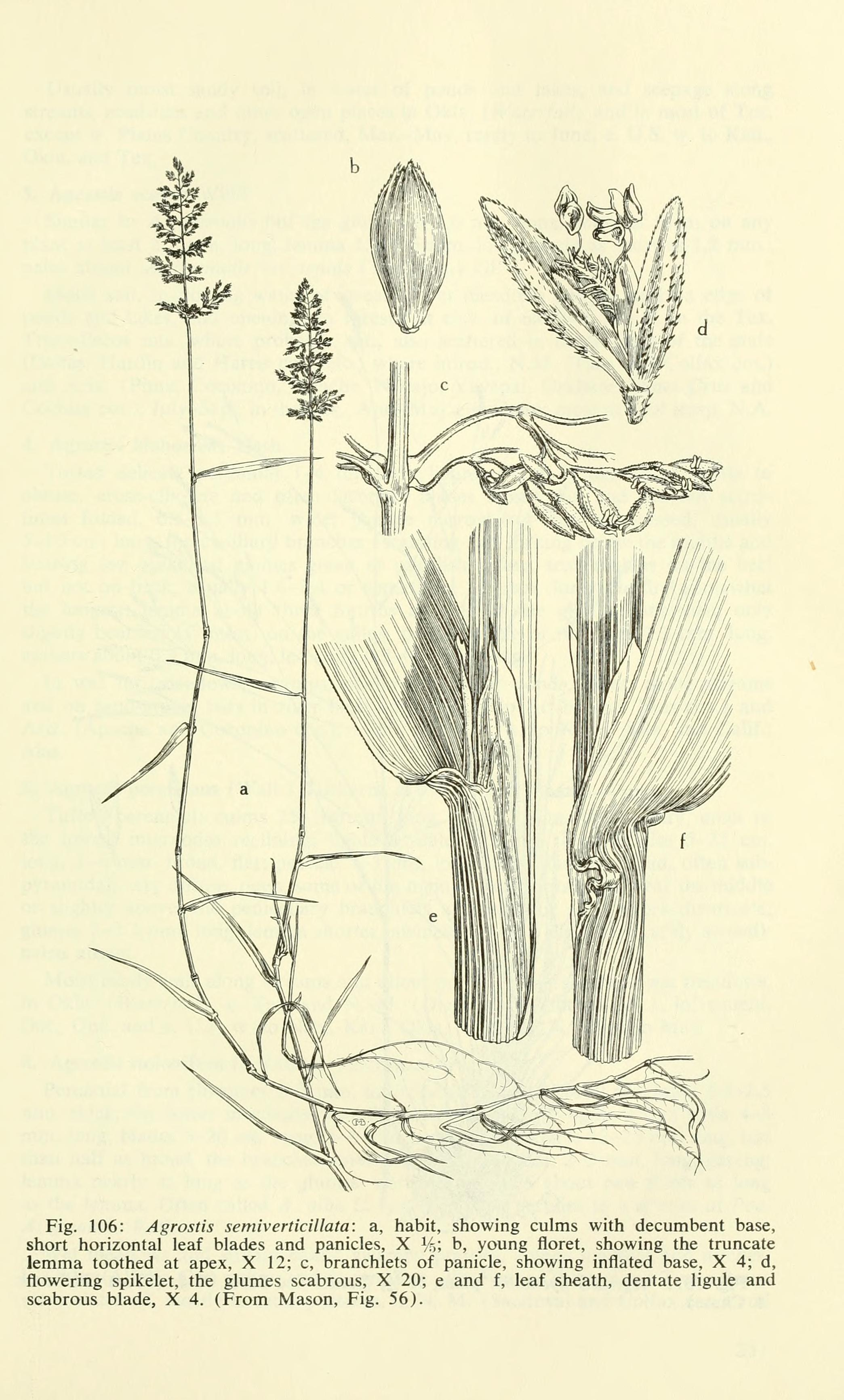
Illustratie
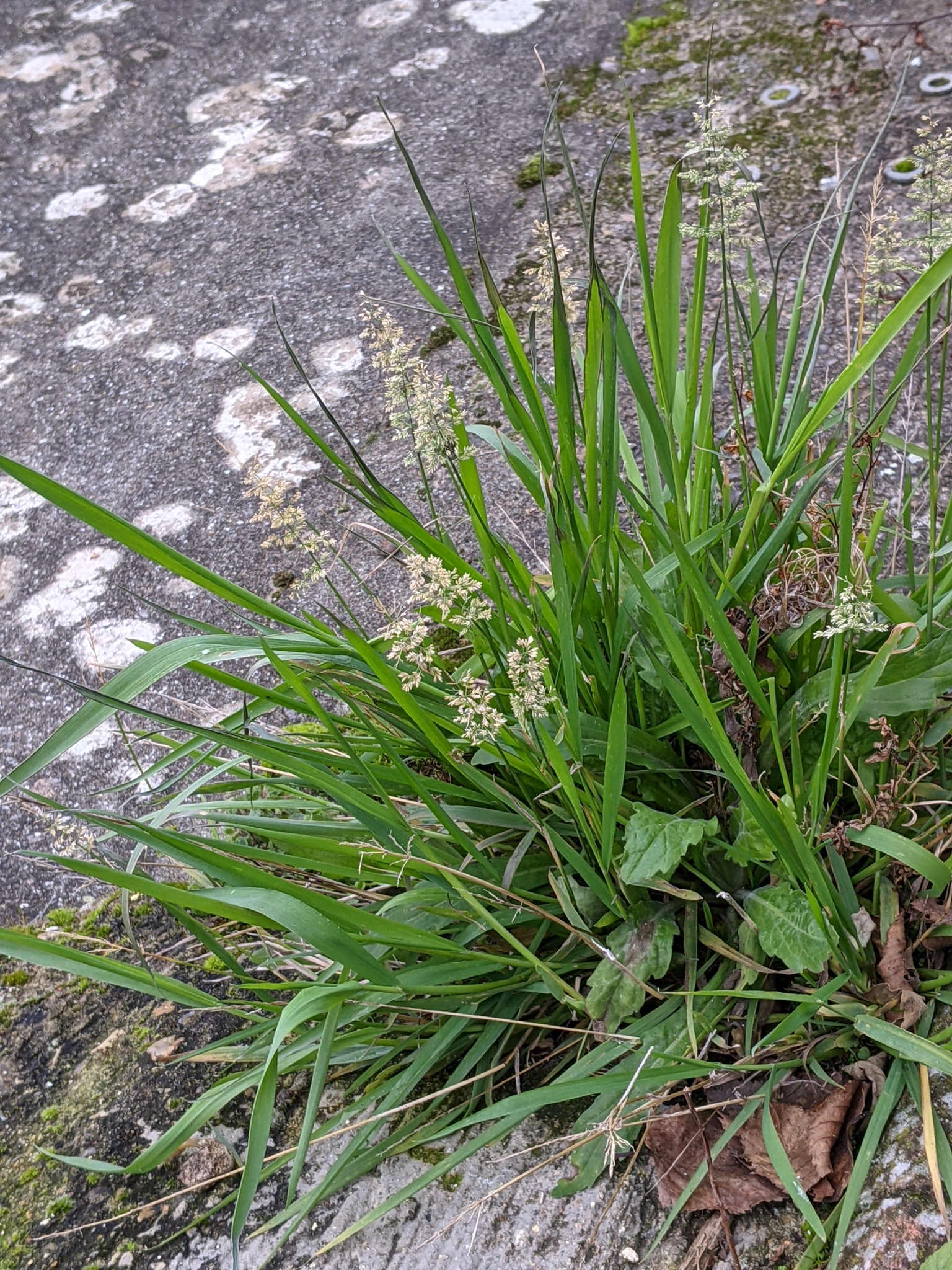
Plant
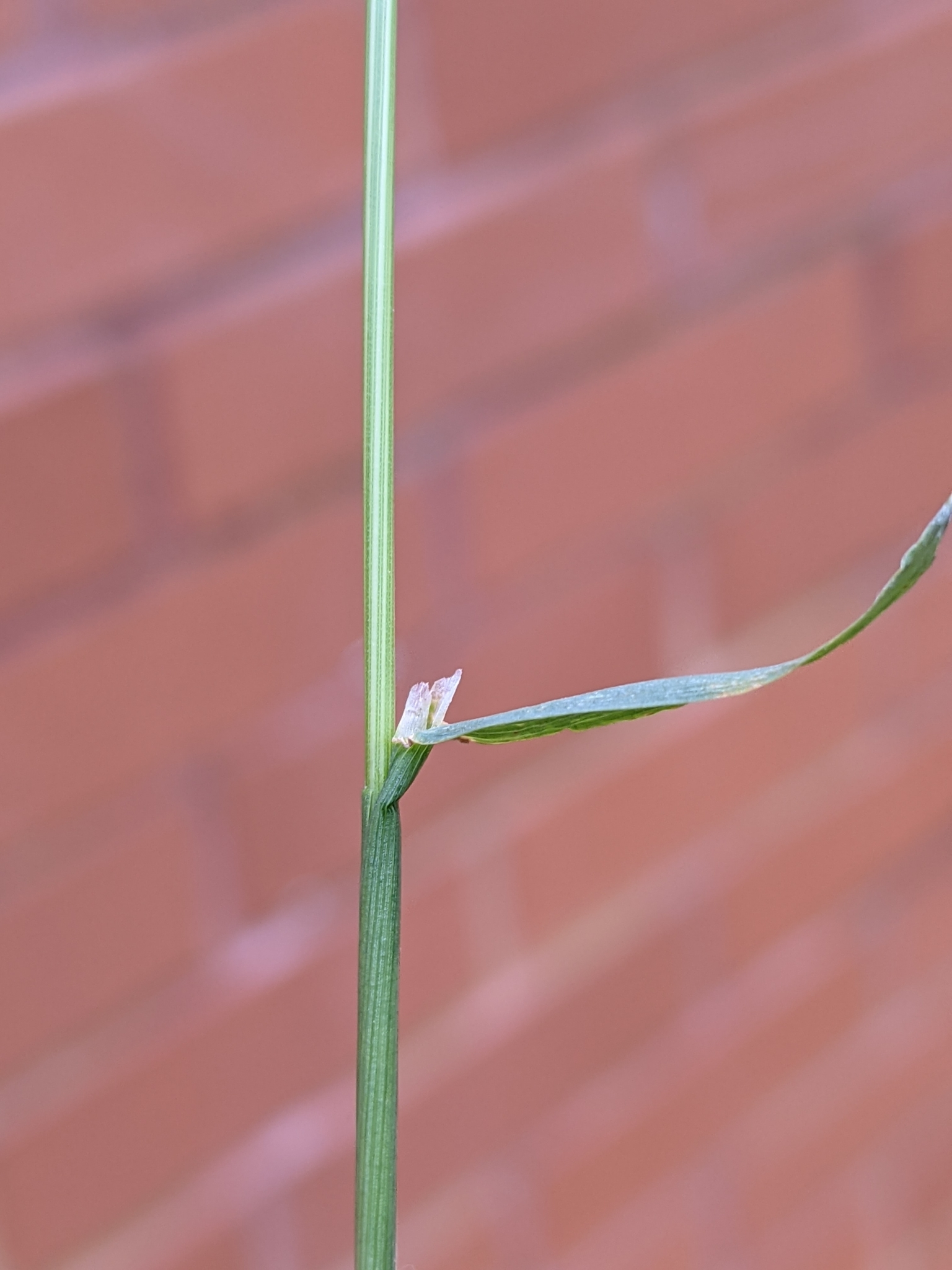
Tongetje
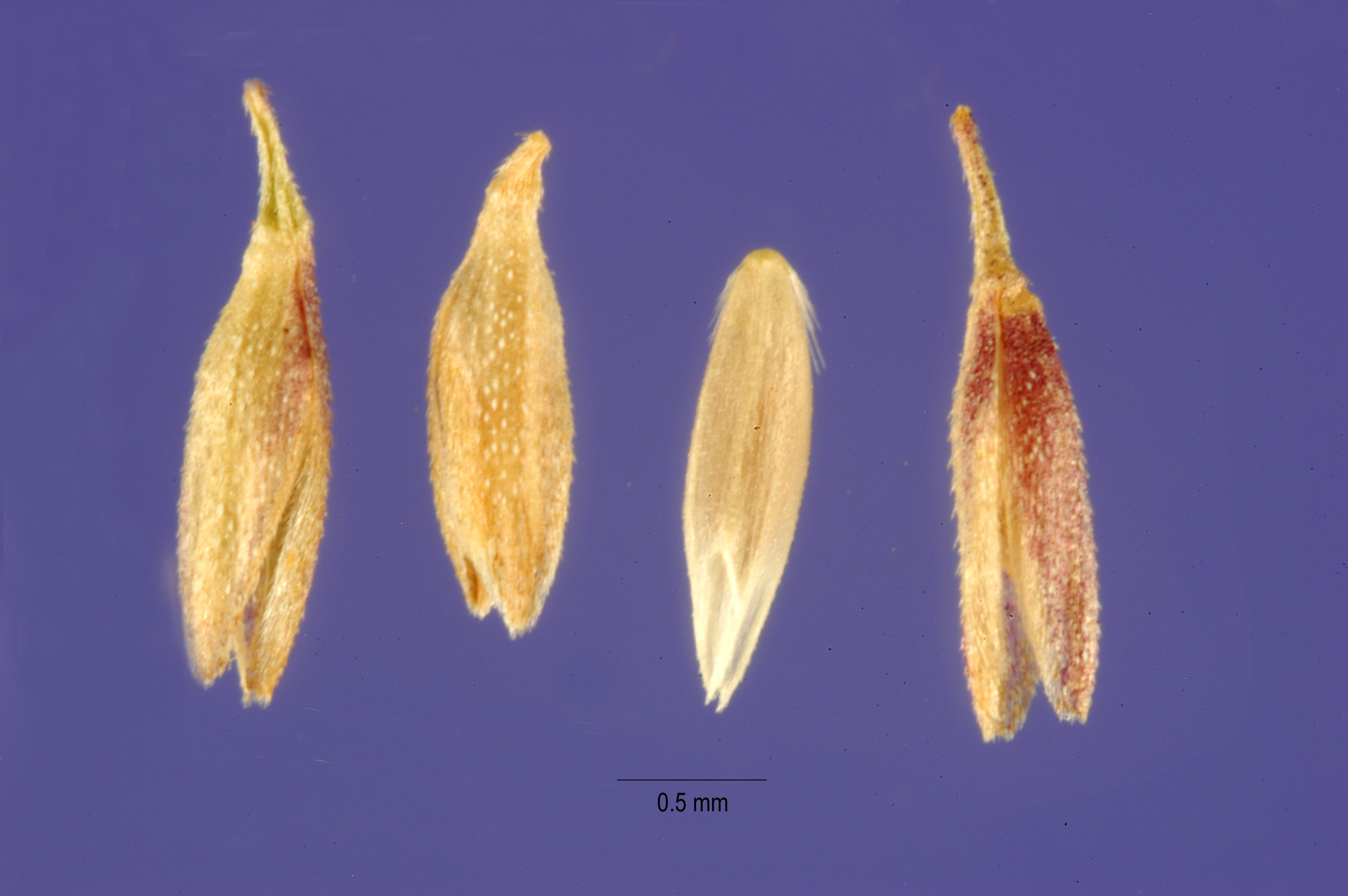
Aartjes
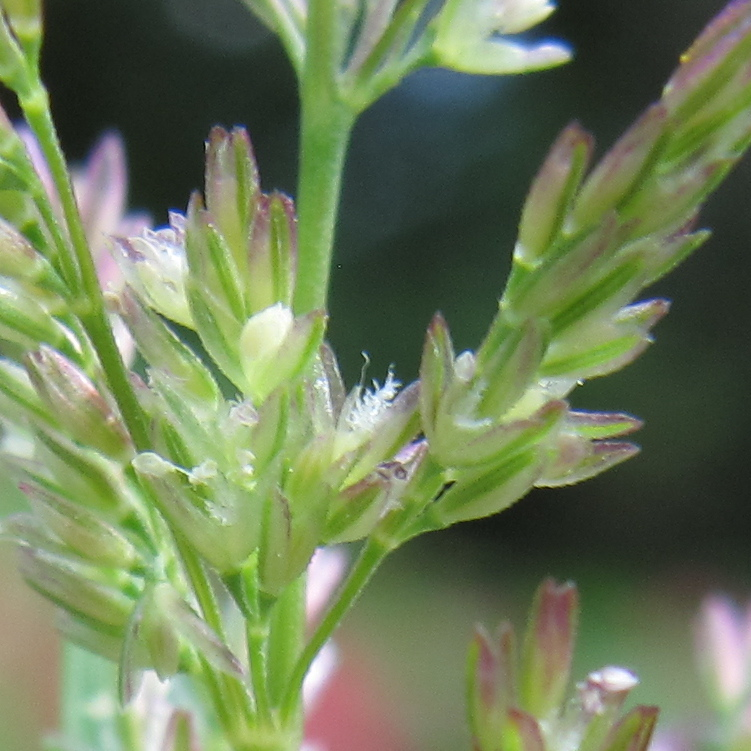
Aartjes
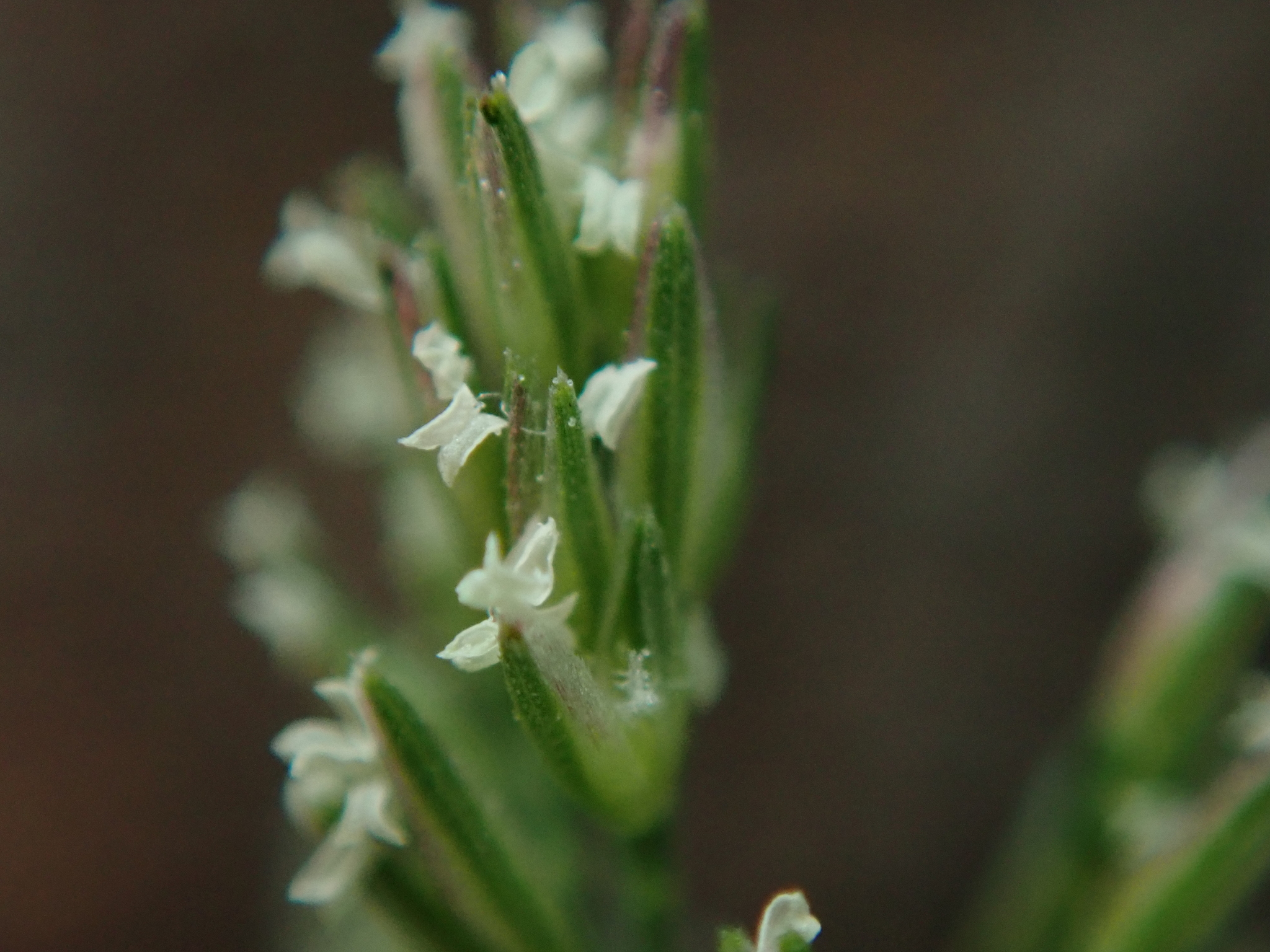
Helmknoppen

Kransgras komt voor op natte, zandige of stenige plaatsen.